# Garofiță de munte
Garofița de munte (Dianthus tenuifolius) este o plantă erbacee cu flori din familia Caryophyllaceae.

## Descriere
Garofița de munte are tulpini subțiri care pot avea și 300 mm. Adesea formează tufe. La capătul superior al tulpinii se găsește câte una-patru flori cu diametrul de circa 15–25 mm care are cinci petale în stea de un roșu-purpuriu. Petalele sunt dințate și lățite la vârf, cu perișori. Caliciul este îngust, tubulos, acoperit cu câțiva solzi bruni, ascuțiți la vârf. Garofița de munte înflorește în lunile iunie-iulie.
Frunzele sunt înguste, așezate în perechi; cele de la baza tulpinii sunt mai numeroase și ierboase.

## Răspândire
În România crește prin locurile ierboase și stâncoase din munții Carpați și Apuseni. Garofița de munte este o plantă endemică pentru Carpați.